# نيو روتشيل (نيويورك)
نيو روتشيلي (بالإنجليزية: New Rochelle)‏ هي مدينة في ولاية نيويورك الأمريكية. يبلغ عدد سكانها حسب تعداد سنة 2000: 72,182 نسمة. ويبلغ عددهم حسب تقدير 2007 حوالي:73,260 نسمة.

## التركيبة السكانية
حدّد مكتب تعداد الولايات المتحدة بيانات التركيبة السكانية لنيو روتشيل في تعداد الولايات المتحدة. في ما يلي، التركيبة السكانية حسب تعدادي 2000 و2010.

### تعداد عام 2000
بلغ عدد سكان نيو روتشيل 72,182 نسمة بحسب تعداد عام 2000، وبلغ عدد الأسر 26,189 أسرة وعدد العائلات 17,541 عائلة مقيمة في المدينة. في حين سجلت الكثافة السكانية 2,119.9 نسمة لكل كيلومتر مربع (5,490.5/ميل2). وبلغ عدد الوحدات السكنية 26,995 وحدة بمتوسط كثافة قدره 792.8 لكل كيلومتر مربع (2,053.3/ميل2).
وتوزع التركيب العرقي للمدينة بنسبة 67.89% من البيض و19.18% من الأمريكيين الأفارقة و0.20% من الأمريكيين الأصليين و3.23% من الأمريكيين ذوي الأصول الآسيوية و0.05% من سكان جزر المحيط الهادئ و6.28% من الأعراق الأخرى و3.17% من عرقين مختلطين أو أكثر و20.08% من الهسبانيون أو اللاتينيون من أي عرق.
بلغ عدد الأسر 26,189 أسرة كانت نسبة 35.7% منها لديها أطفال تحت سن الثامنة عشر تعيش معهم، وبلغت نسبة الأزواج القاطنين مع بعضهم البعض 50.5% من أصل المجموع الكلي للأسر، ونسبة 12.5% من الأسر كان لديها معيلات من الإناث دون وجود شريك، بينما كانت نسبة 3.9% من الأسر لديها معيلون من الذكور دون وجود شريكة وكانت نسبة 33% من غير العائلات. تألفت نسبة 28% من أصل جميع الأسر من عدة أفراد يعيشون في نفس المنزل ونسبة 11.8% كانت تتألف من شخص يعيش بمفرده يبلغ من العمر 65 عاماً أو أكثر. وبلغ متوسط حجم الأسرة المعيشية 2.68، أما متوسط حجم العائلات فبلغ 3.29.
بلغ العمر الوسطي للسكان 37.0 عاماً. وكانت نسبة 24% من القاطنين تحت سن الثامنة عشر، وكانت نسبة 7.8% بين الثامنة عشر والرابعة والعشرين عاماً، ونسبة 29.4% كانت واقعةً في الفئة العمرية ما بين الخامسة والعشرين والرابعة والأربعين عاماً، ونسبة 22% كانت ما بين الخامسة والأربعين والرابعة والستين، ونسبة 13.9% كانت ضمن فئة الخامسة والستين عاماً فما فوق. يوجد لكل 100 أنثى 92.6 ذكر، ويوجد لكل 100 أنثى في الثامنة عشر من عمرها فما فوق 88.1 ذكر.
بلغ متوسط دخل الأسرة في المدينة 55,513 دولارًا، أما متوسط دخل العائلة فبلغ 72,723 دولارًا. وكان متوسط دخل الذكور 50,187 دولارًا مقابل 38,527 دولارًا للإناث. وسجل دخل الفرد الخاص بالمدينة 31,956 دولارًا. وكانت نسبة 7.9% من العائلات ونسبة 10.5% من السكان تحت خط الفقر، وكان من هؤلاء نسبة 12.3% تحت سن الثامنة عشر ونسبة 10% في الخامسة والستين من العمر وما فوق.

### تعداد عام 2010
بلغ عدد سكان نيو روتشيل 77,062 نسمة بحسب تعداد عام 2010، وبلغ عدد الأسر 27,953 أسرة وعدد العائلات 18,179 عائلة مقيمة في المدينة. في حين سجلت الكثافة السكانية 2,263.2 نسمة لكل كيلومتر مربع (5,861.7/ميل2). وبلغ عدد الوحدات السكنية 29,586 وحدة بمتوسط كثافة قدره 868.9 لكل كيلومتر مربع (2,250.4/ميل2).
وتوزع التركيب العرقي للمدينة بنسبة 65.18% من البيض و19.27% من الأمريكيين الأفارقة و0.52% من الأمريكيين الأصليين و4.23% من الأمريكيين ذوي الأصول الآسيوية و0.06% من سكان جزر المحيط الهادئ و7.41% من الأعراق الأخرى و3.33% من عرقين مختلطين أو أكثر و27.84% من الهسبانيون أو اللاتينيون من أي عرق.
بلغ عدد الأسر 27,953 أسرة كانت نسبة 34% منها لديها أطفال تحت سن الثامنة عشر تعيش معهم، وبلغت نسبة الأزواج القاطنين مع بعضهم البعض 47.5% من أصل المجموع الكلي للأسر، ونسبة 12.9% من الأسر كان لديها معيلات من الإناث دون وجود شريك، بينما كانت نسبة 4.7% من الأسر لديها معيلون من الذكور دون وجود شريكة وكانت نسبة 35% من غير العائلات. تألفت نسبة 29.9% من أصل جميع الأسر من عدة أفراد يعيشون في نفس المنزل ونسبة 12.5% كانت تتألف من شخص يعيش بمفرده يبلغ من العمر 65 عاماً أو أكثر. وبلغ متوسط حجم الأسرة المعيشية 2.64، أما متوسط حجم العائلات فبلغ 3.30.
بلغ العمر الوسطي للسكان 38.4 عاماً. وكانت نسبة 22.7% من القاطنين تحت سن الثامنة عشر، وكانت نسبة 10.5% بين الثامنة عشر والرابعة والعشرين عاماً، ونسبة 25.6% كانت واقعةً في الفئة العمرية ما بين الخامسة والعشرين والرابعة والأربعين عاماً، ونسبة 25.9% كانت ما بين الخامسة والأربعين والرابعة والستين، ونسبة 15.2% كانت ضمن فئة الخامسة والستين عاماً فما فوق. وتوزع التركيب الجنسي للسكان بنسبة 48% ذكور و52% إناث.

## توأمة
لنيو روتشيل (نيويورك) اتفاقيات توأمة مع:
- لا روشيل

## أعلام
- ماكس فيرتيمير
- دون ماكلين
- مات ديلون
- روب مورو
- ريتشارد راوندتري
- كيفن ديلون
- توماس بين